# 石黒佳奈
石黒 佳奈（いしぐろ かな、1984年10月2日 - ）は、日本の女性モデル。北海道函館市出身。ミストケイズカンパニー所属。

## 経歴
2003年、18歳のときに第24代ミスはこだてに選ばれる。札幌市を拠点にモデル・タレントとして活動する。
2015年から流れているHonda Carsの北海道地区限定CMで知られている。

## 主な出演

### CM
- 北海道米チェン
- 北海道銀行
- DoCoMo FOMA
- 常口アトム
- 札幌JRタワー クリスマスセール
- COSMO
- ツルハドラッグ
- リクルート・ケイコとマナブ
- 北海道国民健康保険
- ヤマハ発動機・ゆっきぃ
- ポッカレモン
- 道新スポーツ
- 北海道電気保安協会
- HONDA
- 日産自動車

### ラジオ
- Seeds Square（2011年4月 - 、FM NORTH WAVE）

### テレビ
- マハトマパンチ（2012年4月 - 2014年9月、STV）
- 北海道すたいる（2013年4月 -  、BS日テレ） - リポーター（児玉里蘭と隔週交代で出演）
- U型テレビ（2013年10月 - 2014年4月、UHB）
- U型ライブ（2014年4月 - 2015年4月、UHB）
- みんなのテレビ（北海道文化放送）[5]